# Baciuty (stacja kolejowa)
Baciuty – stacja kolejowa w Baciutach, w województwie podlaskim, w Polsce.
W związku z projektem Rail Baltica dotychczasowy przystanek osobowy został przebudowany na stację.

## Ruch pasażerski[2]
| Rok  | Wymiana pasażerska na dobę |
| ---- | -------------------------- |
| 2017 | 0-9                        |
| 2018 | 0-9                        |
| 2019 | 0-9                        |
| 2020 | 0-9                        |
| 2021 | 0-9                        |
| 2022 | 0-9                        |
| 2023 | 50-99                      |

## Historia
7 sierpnia 1931 około godziny 4:00 miała miejsce w pobliżu przystanku katastrofa kolejowa, w której zginęło 6 osób.